# Lamovec
Lamovec je priimek več znanih Slovencev:

## Znani nosilci priimka
- Janez Lamovec (*1941), medicinec patolog, akademik
- Milan Lamovec - Didi, slikar, umetnik (Slovenske Konjice)
- Peter Lamovec (*1984), dr. geodezije, gorski tekač
- Tatjana (Tanja) Lamovec (1946 - 2006), psihologinja, publicistka
- Zvonimir Lamovec (*1936), zdravnik nevrofiziolog, strokovnjak za zdravljenje alkoholizma